# Згорній Хотич
Згорній Хотич (словен. Zgornji Hotič) — поселення в общині Літія, Осреднєсловенський регіон, Словенія. Висота над рівнем моря: 262,3 м.